# Provinz Oki

Provinz Oki (heute: Landkreis Oki, Präfektur Shimane)

Oki (jap. 隠岐国, Oki no kuni) oder Onshū bzw. Inshū (beides 隠州) war eine der historischen Provinzen Japans. Sie bestand aus den Oki-Inseln im Japanischen Meer vor der Küste der Provinzen Izumo und Hōki. Die Oki-Inseln umfassen vier größere und 180 kleine Inseln, heute gehören sie zur Präfektur Shimane.

## Geschichte
Die Hauptstadt der Provinz (kokufu) lag im heutigen Okinoshima. Es sind jedoch nur wenige Relikte außer dem bis heute erhaltenen Provinztempel gefunden worden. Die Kaiser Go-Toba und Go-Daigo wurden hierher ins Exil geschickt. 
Ab der Kamakura-Zeit wurde Oki meist vom Shugo der Provinz Izumo regiert. In der Muromachi-Zeit wurde sie der Reihe nach von den Familien Sasaki, Yamana und Kyōgoku regiert. In der Sengoku-Zeit hielt der Amako-Klan die Provinz. Nach deren Fall erklärte das Tokugawa-Shōgunat die Provinz zwar zum reichsunmittelbaren Gebiet, ließ es aber vom Daimyō des benachbarten Festlandlehens Matsue verwalten, deren Echizen-Matsudaira mit den Tokugawa verwandt waren. Zu dieser Zeit betrug die Reisproduktion der Provinz 5000 Koku im Jahr.

## Umfang
Die Provinz Oki umfasste folgende spätere Landkreise (gun), die 1969 zum Landkreis Oki (隠岐郡) zusammengefasst wurden:
- Ama (海士郡)
- Chibu (知夫郡)
- Ōchi (穏地郡)
- Suki (周吉郡)